# Bengt Brunnström

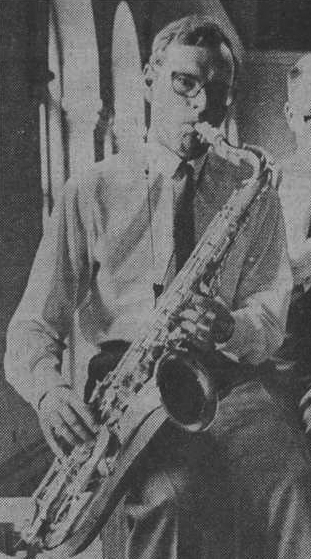
Bengt Brunnström fotograferad då han efter 25 år återförenades med andra medlemmar i Karlstads läroverks första dansorkester.

Bengt Gunnar Brunnström, född 27 juni 1921 i Askeryds församling, Jönköpings län, död 29 juli 2012 i Skellefteå, var en svensk arkitekt.
Brunnström blev stadsarkitekt i Nora stad och Lindesbergs stad 1948 och innehade motsvarande befattning i Skellefteå stad respektive Skellefteå kommun från 1952 till pensioneringen 1986. Han ritade bland annat flera skolor och Eddahallen i Skellefteå (tillsammans med Jan Thurfjell och Bo Tjernström, 1967). 1992 gav han ut den omfattande boken Skellefteå byggnadsnämnds historia år för år 1875–1985.